# یلوه‌های رخ‌برهنه
یلوه‌های رخ‌برهنه (نام علمی: Gymnocrex)، یک سرده از پرندگان خانواده یلوگان (Rallidae) است.
این سرده سه گونه دارد.
- یلوه چشم‌برهنه، Gymnocrex plumbeiveventris
- یلوه رخ‌آبی، Gymnocrex rosenbergii
- یلوه تالود، Gymnocrex talaudensis